# Тойма (община)
Тойма (нем. Theuma) — община в Германии, в земле Саксония, дирекционный округ Хемниц. Входит в район Фогтланд в составе управления Егерсвальд. Занимает площадь 9,82 км².

## История
Первое упоминание относится к 1267 году. В 1275 году была возведена каменная церковь, сменив деревянную часовню. В период 1419—1430 годов поселение было частично разрушено набегами гуситов.
25 декабря 1998 года коммуны Тойма, Верда, Тирперсдорф и Берген были объединены в совместное управление Егерсвальд.

Тойма на карте района и управления

## Население
Население составляет 1050 человек (на 31 декабря 2013 года).
| Год  | Численность | Численность |
| ---- | ----------- | ----------- |
| 2017 | 1033        | [ 1 ]       |
| 2019 | 1012        | [ 6 ]       |
| 2021 | 1004        | [ 7 ]       |
| 2022 | 1004        | [ 8 ]       |
| 2023 | 985         | [ 2 ]       |